# Preston-under-Scar
Preston-under-Scar est un village et une paroisse civile du Yorkshire du Nord, en Angleterre.